# Madonna di Albinea
La Madonna di Albinea era un dipinto a olio su tavola (160x152 cm) di Correggio, oggi perduto. La migliore copia esistente si trova alla Galleria Nazionale di Parma, firmata da Antonio Leto.

## Storia
La commissione di un'ancona per la chiesa di San Prospero ad Albinea, nelle colline vicino a Reggio Emilia, è ben documentata. Se ne trova menzione in una lettera scritta il 12 maggio 1517 dal parroco di Albinea, Giovanni Guidotti di Roncopò, ad Alessandro de' Malaguzzi. Se ne desume che a questa data il lavoro si trovava in uno stato già avanzato e fu terminato certamente entro il 14 ottobre 1519, quando è registrato il saldo finale al Correggio. Un altro documento del 18 dicembre dello stesso anno testimonia che “se mise suso l'anchona de la nostra Dona d'Albinea”.
Dalla sua collocazione originaria la pala fu probabilmente asportata nella prima metà del Seicento per volontà di Francesco I d'Este che la fece sostituire da una copia tuttora in loco. La copia del Leto al museo di Parma invece proviene dalla chiesa di San Rocco di Reggio Emilia e dato che si tratta di un lavoro cinquecentesco attesta la precoce fortuna del dipinto originale.
Nel giugno 1659 l'opera fu donata dal duca di Modena e Reggio Alfonso IV d'Este all'arciduca d'Austria Leopoldo Guglielmo d'Asburgo, dopodiché se ne persero misteriosamente le tracce.

## Descrizione e stile
Si tratta di una sacra conversazione ambientata in un paesaggio aperto, all'ombra di un albero, motivo allora assai popolare in area veneta, usato anche da Lorenzo Lotto. Maria è seduta e tiene il Bambino in braccio, tra le sante Maria Maddalena e Lucia.
Premesso che ogni considerazione su questo dipinto deve essere fatta con cautela in quanto si tratta di una copia, si può dire che l'attenzione dedicata al paesaggio preannuncia già la ricerca in questa direzione che si trova nel Noli me tangere del Prado. Il volto della Vergine, inclinato verso sinistra a voler contraddire l'assialità del tronco dell'albero, ricorda quello della stessa figura nella Sacra Famiglia con san Girolamo di Hampton Court. La fisionomia del Bambino, con le guance gonfie, riprende quella di molte altre opere del periodo, a partire dalla Madonna di San Francesco (in cui si ritrova in un angelo ai piedi del trono della Vergine).
Si può immaginare che alcuni dettagli come il vaso degli unguenti di santa Maria Maddalena e il piatto sottilissimo in bronzo su cui poggiano gli occhi di santa Lucia fossero descritti con quel particolare virtuosismo che il Correggio cominciava proprio in questi anni a riservare alla rappresentazione delle superfici lucide e curve degli oggetti metallici. Era questa una delle “difficoltà dell'arte” che, insieme agli scorci e alla rappresentazione delle nuvole e dei capelli, interessarono la sua ricerca artistica e contribuirono alla definizione di Vasari che chiamò il Correggio “grandissimo ritrovatore di qualsivoglia difficultà”.

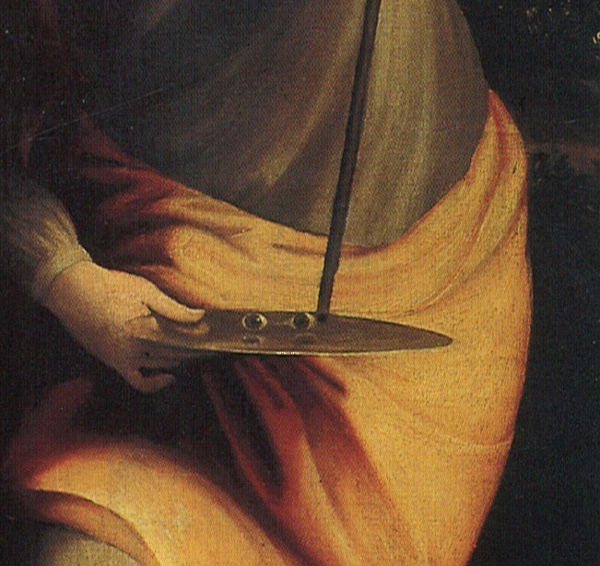
Dettaglio